# Jacques Audiard
Jacques Audiard   (14è districte de París, 30 d'abril de 1952) és un director de cinema francès. Ha rebut dues vegades el César a la millor pel·lícula i el BAFTA a la millor pel·lícula de parla no anglesa, el 2005 per De tant bategar se m'ha parat el cor i el 2010 per Un profeta. També va aconseguir el Gran Premi del Festival de Canes.

## Biografia
Jacques Audiard va néixer a París el 30 d'abril de 1952. Al començament dels anys 1980 va començar a escriure guions que es van realitzar, com Réveillon chez Bob! o Mortelle randonnée, Baxter, Fréquence Meurtre i Saxo.
El 1994 va dirigir  Regarde les hommes tomber, un road movie amb Mathieu Kassovitz i Jean-Louis Trintignant. La pel·lícula va guanyar el premi César a l'òpera primera i el premi Georges-Sadoul. Dos anys després va treballar amb Mathieu Kassovitz i Jean-Louis Trintignant en la seva segona pel·lícula,  Un héros très discret, el guió del qual es va basar en la novel·la homònima de Jean-François Deniau.
El 2001 dirigeix  Sur mes lèvres, el to dels quals va fer que molts crítics li trobessin reminiscències amb Jean-Pierre Melville.
La seva quarta pel·lícula, De tant bategar se m'ha parat el cor, va aconseguir deu candidatures als premis César guanyant vuit, entre ells a la millor pel·lícula, al millor director, millor guió, millor música i millor cinematografia.
Audiard també ha realitzat alguns vídeos musicals, entre ells Comme doble ela vient del grup Noir Désir.

## Filmografia
- 1994: Mira als homes caure (Regarde les hommes tomber)
- 1996: Un heroi molt discret (Un héros très discret)
- 2001: Llegeix-me els llavis (Sur mes lèvres)
- 2005: De tant bategar se m'ha parat el cor (De battre mon coeur s'est arrêté)
- 2009: Un profeta[1]
- 2012: De rouille et d'os
- 2015: Dheepan
- 2018: Els germans Sisters (The Sisters Brothers)
- 2021: Les Olympiades
- 2024: Emilia Pérez

## Premis i nominacions

### Premis
- 1996: Premi al millor guió (Festival de Canes) per Un héros très discret
- 2002: César al millor guió original o adaptació per Sur mes lèvres
- 2006: BAFTA a la millor pel·lícula de parla no anglesa per De tant bategar se m'ha parat el cor
- 2006: César a la millor pel·lícula per De tant bategar se m'ha parat el cor
- 2006: César al millor director per De tant bategar se m'ha parat el cor
- 2006: César a la millor adaptació per De tant bategar se m'ha parat el cor
- 2009: Gran Premi (Festival de Canes) per Un profeta
- 2010: BAFTA a la millor pel·lícula de parla no anglesa per Un profeta
- 2010: César al millor director per Un profeta
- 2010: César a la millor pel·lícula per Un profeta
- 2010: César al millor guió original per Un profeta
- 2013: César a la millor adaptació per De rouille et d'os

### Nominacions
- 1995: César al millor guió original o adaptació per Regarde les hommes tomber
- 1996: Palma d'Or per Un héros très discret
- 1997: César al millor director per Un héros très discret
- 1997: César al millor guió original o adaptació per Un héros très discret
- 2002: César a la millor pel·lícula per Sur mes lèvres
- 2002: César al millor director per Sur mes lèvres
- 2005: Os d'Or per De battre mon coeur s'est arrêté
- 2009: Palma d'Or per Un profeta
- 2011: Goya a la millor pel·lícula europea per Un profeta
- 2012: Palma d'Or per De rouille et d'os
- 2013: BAFTA a la millor pel·lícula de parla no anglesa per De rouille et d'os
- 2013: César a la millor pel·lícula per De rouille et d'os
- 2013: César al millor director per De rouille et d'os
- 2013: Goya a la millor pel·lícula europea per De rouille et d'os